# Liste des puits situés à Saint-Étienne
Cet article liste les puits de mines et les fendues du bassin houiller de la Loire situés sur le territoire de Saint-Étienne.

## Liste des puits
| Nom du puits ou de la fendue              | No  | Compagnie                                     | Commune       | Géolocalisation             |
| ----------------------------------------- | --- | --------------------------------------------- | ------------- | --------------------------- |
| Puits de l'Alouette (ou Grangette)        |     |                                               | Saint-Étienne | 45° 26′ 03″ N, 4° 22′ 01″ E |
| Puits Amboise                             | 135 | Mines de Villebœuf                            | Saint-Étienne | 45° 26′ 04″ N, 4° 23′ 48″ E |
| Puits André                               |     |                                               | Saint-Étienne | 45° 26′ 44″ N, 4° 24′ 20″ E |
| Fendue d'Aurelle                          |     |                                               | Saint-Étienne | 45° 25′ 26″ N, 4° 18′ 17″ E |
| Puits Bailly no 1                         |     |                                               | Saint-Étienne | 45° 26′ 24″ N, 4° 22′ 23″ E |
| Puits Bailly no 2                         |     |                                               | Saint-Étienne | 45° 26′ 20″ N, 4° 22′ 27″ E |
| Fendue Bailly                             |     |                                               | Saint-Étienne | 45° 26′ 24″ N, 4° 22′ 24″ E |
| Puits du Bardot                           | 88  | Houillères de Saint-Étienne                   | Saint-Étienne | 45° 26′ 52″ N, 4° 24′ 23″ E |
| Puits Basses Villes no 1                  | 129 | Mines de la Loire                             | Saint-Étienne | 45° 26′ 02″ N, 4° 22′ 33″ E |
| Puits Basses Villes no 2                  |     | Mines de la Loire                             | Saint-Étienne | 45° 26′ 02″ N, 4° 22′ 30″ E |
| Fendue Basseville                         |     |                                               | Saint-Étienne | 45° 26′ 04″ N, 4° 22′ 33″ E |
| Puits Bellevue                            |     |                                               | Saint-Étienne | 45° 24′ 51″ N, 4° 23′ 37″ E |
| Puits Bérard                              |     |                                               | Saint-Étienne | 45° 26′ 38″ N, 4° 24′ 13″ E |
| Puits Bréchignac no 1 (ou du Clos)        |     |                                               | Saint-Étienne | 45° 26′ 59″ N, 4° 24′ 23″ E |
| Fendue des Brunandières no 1              |     |                                               | Saint-Étienne | 45° 26′ 07″ N, 4° 22′ 17″ E |
| Fendue des Brunandières no 2              |     |                                               | Saint-Étienne | 45° 26′ 09″ N, 4° 22′ 14″ E |
| Puits Camille à remblais                  | 37  | Mines du Cros                                 | Saint-Étienne | 45° 25′ 31″ N, 4° 22′ 13″ E |
| Puits de la Carrière                      |     |                                               | Saint-Étienne | 45° 26′ 16″ N, 4° 22′ 47″ E |
| Puits de la Carrière                      |     |                                               | Saint-Étienne | 45° 26′ 46″ N, 4° 23′ 27″ E |
| Puits Chana no 1                          | 4   | Mines de la Loire                             | Saint-Étienne |                             |
| Puits Chana no 2                          | 5   | Mines de la Loire                             | Saint-Étienne |                             |
| Puits Charles à remblais                  |     |                                               | Saint-Étienne | 45° 25′ 44″ N, 4° 22′ 35″ E |
| Fendue Châtelus                           |     |                                               | Saint-Étienne | 45° 26′ 10″ N, 4° 22′ 38″ E |
| Puits Châtelus no 1                       | 120 | Mines de la Loire                             | Saint-Étienne | 45° 26′ 17″ N, 4° 22′ 41″ E |
| Puits Châtelus no 2                       | 121 | Mines de la Loire                             | Saint-Étienne | 45° 26′ 16″ N, 4° 22′ 38″ E |
| Fendue Chavassieux                        |     |                                               | Saint-Étienne | 45° 26′ 56″ N, 4° 21′ 46″ E |
| Puits Chêne                               | 39  | Houillères de Saint-Étienne                   | Saint-Étienne |                             |
| Puits Chol                                |     |                                               | Saint-Étienne | 45° 26′ 48″ N, 4° 23′ 18″ E |
| Puits Clapier no 1                        | 89  | Mines de la Loire                             | Saint-Étienne | 45° 26′ 17″ N, 4° 22′ 29″ E |
| Puits Clapier no 2                        |     | Mines de la Loire                             | Saint-Étienne | 45° 26′ 24″ N, 4° 22′ 28″ E |
| Puits Colonne (ou du Milieu)              |     |                                               | Saint-Étienne | 45° 26′ 51″ N, 4° 23′ 57″ E |
| Puits Couriot                             | 119 | Mines de la Loire                             | Saint-Étienne | 45° 26′ 16″ N, 4° 22′ 37″ E |
| Puits Culatte no 1                        | 123 | Mines de la Loire                             | Saint-Étienne | 45° 26′ 06″ N, 4° 22′ 24″ E |
| Puits Culatte no 2                        | 124 | Mines de la Loire                             | Saint-Étienne | 45° 26′ 10″ N, 4° 22′ 24″ E |
| Fendue Culatte no 1                       |     |                                               | Saint-Étienne | 45° 26′ 11″ N, 4° 22′ 28″ E |
| Fendue Culatte no 2                       |     |                                               | Saint-Étienne | 45° 26′ 11″ N, 4° 22′ 26″ E |
| Puits Déjoyaux                            |     |                                               | Saint-Étienne | 45° 26′ 16″ N, 4° 22′ 45″ E |
| Puits Deville                             |     |                                               | Saint-Étienne | 45° 26′ 36″ N, 4° 23′ 57″ E |
| Fendue Deville                            |     |                                               | Saint-Étienne | 45° 26′ 30″ N, 4° 22′ 18″ E |
| Puits Didot                               | 134 | Mines de Villebœuf                            | Saint-Étienne | 45° 26′ 04″ N, 4° 23′ 44″ E |
| Puits de recherche des Échelles           |     |                                               | Saint-Étienne | 45° 26′ 52″ N, 4° 23′ 52″ E |
| Puits des Échelles                        |     |                                               | Saint-Étienne | 45° 26′ 37″ N, 4° 22′ 01″ E |
| Puits des Échelles                        |     |                                               | Saint-Étienne | 45° 26′ 35″ N, 4° 23′ 52″ E |
| Puits de l'Enclos                         |     |                                               | Saint-Étienne | 45° 26′ 57″ N, 4° 24′ 13″ E |
| Puits Fauvin (ou de la Croix de Mission)  |     |                                               | Saint-Étienne | 45° 25′ 54″ N, 4° 22′ 30″ E |
| Puits Ferrouillat                         | 186 | Houillères de Montrambert et de la Béraudière | Saint-Étienne |                             |
| Puits Flaches                             | 49  | Houillères de Saint-Étienne                   | Saint-Étienne |                             |
| Puits Fromage                             |     |                                               | Saint-Étienne | 45° 26′ 51″ N, 4° 21′ 41″ E |
| Puits du Gagne Petit                      |     |                                               | Saint-Étienne | 45° 26′ 23″ N, 4° 24′ 09″ E |
| Galerie d'écoulement no 1                 |     |                                               | Saint-Étienne | 45° 26′ 13″ N, 4° 22′ 37″ E |
| Galerie d'écoulement no 2                 |     |                                               | Saint-Étienne | 45° 26′ 39″ N, 4° 22′ 21″ E |
| Puits de la Garenne                       |     |                                               | Saint-Étienne | 45° 26′ 36″ N, 4° 22′ 08″ E |
| Fendue de la Garenne no 1                 |     |                                               | Saint-Étienne | 45° 26′ 28″ N, 4° 22′ 01″ E |
| Fendue de la Garenne no 2                 |     |                                               | Saint-Étienne | 45° 26′ 31″ N, 4° 22′ 03″ E |
| Fendue de la Garenne no 3                 |     |                                               | Saint-Étienne | 45° 26′ 32″ N, 4° 22′ 03″ E |
| Fendue de la Garenne no 4                 |     |                                               | Saint-Étienne | 45° 26′ 32″ N, 4° 22′ 03″ E |
| Fendue de la Garenne no 5                 |     |                                               | Saint-Étienne | 45° 26′ 32″ N, 4° 22′ 03″ E |
| Fendue de la Garenne no 6                 |     |                                               | Saint-Étienne | 45° 26′ 27″ N, 4° 22′ 08″ E |
| Fendue de la Garenne no 7                 |     |                                               | Saint-Étienne | 45° 26′ 27″ N, 4° 22′ 11″ E |
| Fendue de la Garenne no 8                 |     |                                               | Saint-Étienne | 45° 26′ 26″ N, 4° 22′ 03″ E |
| Fendue de la Garenne no 9                 |     |                                               | Saint-Étienne | 45° 26′ 26″ N, 4° 22′ 10″ E |
| Puits Gidrol (ou Quartier Gaillard)       |     |                                               | Saint-Étienne | 45° 26′ 48″ N, 4° 21′ 44″ E |
| Puits Grand                               | 28  | Mines du Cros                                 | Saint-Étienne |                             |
| Puits du Grand Treuil                     |     |                                               | Saint-Étienne | 45° 26′ 52″ N, 4° 23′ 40″ E |
| Puits de la Grande Pompe                  |     |                                               | Saint-Étienne | 45° 26′ 55″ N, 4° 24′ 01″ E |
| Puits Gris du Lin                         |     |                                               | Saint-Étienne | 45° 26′ 31″ N, 4° 23′ 54″ E |
| Puits Guérin                              |     |                                               | Saint-Étienne | 45° 25′ 56″ N, 4° 24′ 02″ E |
| Puits Haute Ville no 1                    |     |                                               | Saint-Étienne | 45° 26′ 01″ N, 4° 22′ 19″ E |
| Puits Haute Ville no 2                    |     |                                               | Saint-Étienne | 45° 26′ 02″ N, 4° 22′ 17″ E |
| Fendue Haute Ville no 1                   |     |                                               | Saint-Étienne | 45° 26′ 02″ N, 4° 22′ 15″ E |
| Fendue Haute Ville no 2                   |     |                                               | Saint-Étienne | 45° 26′ 01″ N, 4° 22′ 14″ E |
| Puits Jabin                               | 101 | Houillères de Saint-Étienne                   | Saint-Étienne | 45° 26′ 31″ N, 4° 24′ 17″ E |
| Puits Loge                                |     |                                               | Saint-Étienne | 45° 26′ 05″ N, 4° 22′ 37″ E |
| Puits de la Loire no 1                    | 71  | Mines de la Loire                             | Saint-Étienne | 45° 26′ 38″ N, 4° 22′ 27″ E |
| Puits de la Loire no 2                    |     | Mines de la Loire                             | Saint-Étienne | 45° 26′ 37″ N, 4° 22′ 35″ E |
| Puits Loire d'aérage                      |     |                                               | Saint-Étienne | 45° 26′ 37″ N, 4° 22′ 15″ E |
| Galerie Loire Rambaud                     |     |                                               | Saint-Étienne | 45° 26′ 45″ N, 4° 22′ 14″ E |
| Puits Major (ou de Roche ou Châteaucreux) |     |                                               | Saint-Étienne | 45° 26′ 46″ N, 4° 23′ 55″ E |
| Puits Manufacture                         | 24  | Houillères de Saint-Étienne                   | Saint-Étienne |                             |
| Puits Marioni                             | 114 | Mine aux Mineurs de Monthieux                 | Saint-Étienne |                             |
| Puits Marronniers                         |     |                                               | Saint-Étienne | 45° 26′ 34″ N, 4° 24′ 08″ E |
| Puits Mars                                | 36  | Houillères de Saint-Étienne                   | Saint-Étienne |                             |
| Puits Marthe (ou Vachier)                 |     |                                               | Saint-Étienne | 45° 26′ 09″ N, 4° 22′ 35″ E |
| Fendue Marthe                             |     |                                               | Saint-Étienne | 45° 26′ 08″ N, 4° 22′ 34″ E |
| Puits Michon no 1                         | 77  | Mines de la Loire                             | Saint-Étienne | 45° 26′ 18″ N, 4° 21′ 57″ E |
| Puits Michon no 2                         |     | Mines de la Loire                             | Saint-Étienne | 45° 26′ 15″ N, 4° 21′ 53″ E |
| Fendue Michon no 1                        |     |                                               | Saint-Étienne | 45° 26′ 12″ N, 4° 21′ 51″ E |
| Fendue Michon no 2                        |     |                                               | Saint-Étienne | 45° 26′ 18″ N, 4° 21′ 45″ E |
| Fendue Michon no 3                        |     |                                               | Saint-Étienne | 45° 26′ 23″ N, 4° 22′ 03″ E |
| Fendue Michon no 4                        |     |                                               | Saint-Étienne | 45° 26′ 21″ N, 4° 22′ 14″ E |
| Fendue Michon no 5                        |     |                                               | Saint-Étienne | 45° 26′ 19″ N, 4° 22′ 14″ E |
| Fendue Michon no 6                        |     |                                               | Saint-Étienne | 45° 26′ 15″ N, 4° 22′ 09″ E |
| Puits du Milieu (ou Didier)               |     |                                               | Saint-Étienne | 45° 26′ 50″ N, 4° 24′ 17″ E |
| Fendue du Minerai                         |     |                                               | Saint-Étienne | 45° 26′ 40″ N, 4° 23′ 52″ E |
| Fendue Mirabel                            |     |                                               | Saint-Étienne | 45° 26′ 03″ N, 4° 22′ 25″ E |
| Puits de la Misère                        |     |                                               | Saint-Étienne | 45° 26′ 43″ N, 4° 23′ 52″ E |
| Puits du Mont                             |     |                                               | Saint-Étienne | [ BRGM 88 ]                 |
| Puits Montmartre no 1                     | 179 | Mines de la Loire                             | Saint-Étienne | 45° 25′ 36″ N, 4° 22′ 31″ E |
| Puits Montmartre no 2                     | 180 | Mines de la Loire                             | Saint-Étienne | 45° 25′ 36″ N, 4° 22′ 26″ E |
| Puits Neuf des Hospices                   |     |                                               | Saint-Étienne | 45° 26′ 39″ N, 4° 24′ 07″ E |
| Puits Neyron                              | 106 | Houillères de Saint-Étienne                   | Saint-Étienne | 45° 26′ 33″ N, 4° 23′ 58″ E |
| Puits des Noyers                          |     |                                               | Saint-Étienne | 45° 25′ 40″ N, 4° 22′ 49″ E |
| Fendue des Noyers                         |     |                                               | Saint-Étienne | 45° 25′ 39″ N, 4° 22′ 41″ E |
| Puits Palluat                             | 44  | Mines de la Loire                             | Saint-Étienne | 45° 26′ 53″ N, 4° 21′ 55″ E |
| Fendue Palluat no 1                       |     |                                               | Saint-Étienne | 45° 26′ 50″ N, 4° 21′ 50″ E |
| Fendue Palluat no 2                       |     |                                               | Saint-Étienne | 45° 26′ 54″ N, 4° 21′ 48″ E |
| Fendue Palluat no 3                       |     |                                               | Saint-Étienne | 45° 26′ 52″ N, 4° 21′ 47″ E |
| Galerie des Passerelles no 1              |     |                                               | Saint-Étienne | 45° 26′ 16″ N, 4° 22′ 32″ E |
| Galerie des Passerelles no 2              |     |                                               | Saint-Étienne | 45° 26′ 17″ N, 4° 22′ 32″ E |
| Puits Pélissier                           | 136 | Mines de Villebœuf                            | Saint-Étienne | 45° 26′ 02″ N, 4° 23′ 45″ E |
| Puits Perrin                              | 59  | Houillères de Saint-Étienne                   | Saint-Étienne |                             |
| Puits du Petit Treuil                     |     |                                               | Saint-Étienne | 45° 26′ 56″ N, 4° 23′ 20″ E |
| Puits Pinel                               | 184 | Houillères de Montrambert et de la Béraudière | Saint-Étienne | 45° 25′ 16″ N, 4° 22′ 39″ E |
| Fendue Pinelong no 1                      |     |                                               | Saint-Étienne | 45° 26′ 28″ N, 4° 21′ 38″ E |
| Fendue Pinelong no 2                      |     |                                               | Saint-Étienne | 45° 26′ 27″ N, 4° 21′ 45″ E |
| Fendue des Platanes                       |     |                                               | Saint-Étienne | 45° 26′ 24″ N, 4° 21′ 49″ E |
| Puits de la Pompe                         | 67  | Houillères de Saint-Étienne                   | Saint-Étienne | 45° 26′ 47″ N, 4° 23′ 35″ E |
| Puits Praire                              |     |                                               | Saint-Étienne | 45° 26′ 44″ N, 4° 23′ 22″ E |
| Fendue Praire                             |     |                                               | Saint-Étienne | 45° 26′ 44″ N, 4° 23′ 27″ E |
| Puits de la Providence                    |     |                                               | Saint-Étienne | 45° 26′ 31″ N, 4° 23′ 38″ E |
| Fendue des Puits de la Loire              |     |                                               | Saint-Étienne | 45° 26′ 38″ N, 4° 22′ 06″ E |
| Fendue du Quartier Gaillard               |     |                                               | Saint-Étienne | 45° 26′ 47″ N, 4° 21′ 41″ E |
| Puits Rambaud                             | 199 | Mines de la Loire                             | Saint-Étienne |                             |
| Puits Ranchon                             |     |                                               | Saint-Étienne | 45° 25′ 48″ N, 4° 22′ 58″ E |
| Puits de Recherche no 2                   |     |                                               | Saint-Étienne | 45° 25′ 36″ N, 4° 21′ 59″ E |
| Fendue à Remblais                         |     |                                               | Saint-Étienne | 45° 26′ 12″ N, 4° 22′ 34″ E |
| Puits des Rives                           |     |                                               | Saint-Étienne | 45° 26′ 26″ N, 4° 24′ 18″ E |
| Puits Rochefort                           | 181 | Mines de la Loire                             | Saint-Étienne | 45° 25′ 36″ N, 4° 22′ 18″ E |
| Fendue de la Roche du Geai no 1           |     |                                               | Saint-Étienne | 45° 26′ 31″ N, 4° 21′ 49″ E |
| Fendue de la Roche du Geai no 2           |     |                                               | Saint-Étienne | 45° 26′ 26″ N, 4° 21′ 57″ E |
| Fendue de la Roche du Geai no 3           |     |                                               | Saint-Étienne | 45° 26′ 26″ N, 4° 21′ 58″ E |
| Puits des Rosiers                         | 47  | Mines de la Loire                             | Saint-Étienne | 45° 26′ 48″ N, 4° 21′ 54″ E |
| Puits Saint Antoine                       | 113 | Houillères de Saint-Étienne                   | Saint-Étienne |                             |
| Puits Saint Benoît                        | 177 | Mines de la Loire                             | Saint-Étienne | 45° 25′ 44″ N, 4° 22′ 54″ E |
| Puits Saint Étienne                       | 80  | Mines de la Loire                             | Saint-Étienne | 45° 26′ 31″ N, 4° 22′ 42″ E |
| Puits Saint Louis                         | 50  | Houillères de Saint-Étienne                   | Saint-Étienne |                             |
| Puits Saint Simon                         | 115 | Mine aux Mineurs de Monthieux                 | Saint-Étienne |                             |
| Puits Sainte Barbe                        |     |                                               | Saint-Étienne | 45° 26′ 36″ N, 4° 21′ 56″ E |
| Fendue Sainte Barbe                       |     |                                               | Saint-Étienne | 45° 26′ 36″ N, 4° 21′ 58″ E |
| Puits Sainte Marie                        | 25  | Mines de la Loire                             | Saint-Étienne | 45° 26′ 59″ N, 4° 22′ 20″ E |
| Fendue Sainte Marie                       |     |                                               | Saint-Étienne | 45° 26′ 46″ N, 4° 22′ 15″ E |
| Fendue du Taillis no 1                    |     |                                               | Saint-Étienne | 45° 26′ 02″ N, 4° 22′ 12″ E |
| Fendue du Taillis no 2                    |     |                                               | Saint-Étienne | 45° 26′ 03″ N, 4° 22′ 13″ E |
| Fendue du Taillis no 3                    |     |                                               | Saint-Étienne | 45° 26′ 05″ N, 4° 22′ 13″ E |
| Fendue du Taillis no 4                    |     |                                               | Saint-Étienne | 45° 26′ 05″ N, 4° 22′ 12″ E |
| Fendue du Taillis no 5                    |     |                                               | Saint-Étienne | 45° 26′ 06″ N, 4° 22′ 12″ E |
| Puits Thibaud                             | 100 | Houillères de Saint-Étienne                   | Saint-Étienne |                             |
| Puits Thiblier                            |     |                                               | Saint-Étienne | 45° 26′ 42″ N, 4° 24′ 20″ E |
| Puits Thiolière                           | 130 | Mines de la Loire                             | Saint-Étienne | 45° 26′ 02″ N, 4° 22′ 40″ E |
| Puits Treuil                              | 65  | Houillères de Saint-Étienne                   | Saint-Étienne |                             |
| Fendue du Treuil                          |     |                                               | Saint-Étienne | 45° 26′ 51″ N, 4° 23′ 44″ E |
| Puits des Trêves                          |     |                                               | Saint-Étienne | 45° 26′ 44″ N, 4° 23′ 51″ E |
| Fendue Trêves                             |     |                                               | Saint-Étienne | 45° 26′ 43″ N, 4° 23′ 51″ E |
| Puits Valéry                              |     |                                               | Saint-Étienne | 45° 26′ 41″ N, 4° 23′ 45″ E |
| Puits Valeton                             | 20  | Mines du Cros                                 | Saint-Étienne |                             |
| Puits Verpilleux no 1                     | 56  | Houillères de Saint-Étienne                   | Saint-Étienne |                             |
| Puits Verpilleux no 2                     | 57  | Houillères de Saint-Étienne                   | Saint-Étienne |                             |
| Puits Vieux des Hospices                  |     |                                               | Saint-Étienne | 45° 26′ 41″ N, 4° 24′ 09″ E |
| Puits Villiers (ou du Treuil no 1)        | 64  | Houillères de Saint-Étienne                   | Saint-Étienne | 45° 26′ 54″ N, 4° 23′ 38″ E |
| Puits Vincent (Bréchignac)                |     |                                               | Saint-Étienne | 45° 26′ 47″ N, 4° 24′ 12″ E |
| Puits de la Vogue                         | 174 | Mines de Villebœuf                            | Saint-Étienne | 45° 25′ 41″ N, 4° 24′ 03″ E |